# M. K. Wren
Pour les articles homonymes, voir Wren.
M. K. Wren, pseudonyme de Martha Kay Renfroe, née à Amarillo, Texas, le 5 juin 1938 et morte le 20 août 2016 à Lincoln City dans l'Oregon, est un auteur américain de roman policier et de science-fiction.

## Biographie
Née au Texas, elle fait des études et obtient un diplôme en arts de l'université d'Oklahoma. Elle étudie ensuite l’écriture professionnelle sans penser en faire un jour une carrière. Elle s’installe en Orégon en 1963 et s'adonne à l'art pictural.  
Au début des années 1970, elle décide de tenter sa chance en littérature. En 1973, elle publie Curiosity Didn't Kill the Cat, le premier d’une série de huit titres ayant pour héros Conan (Joseph) Flagg, détective privé et propriétaire d’une librairie sise dans une ville côtière de l’Oregon.  Elle a aussi amorcé en 1999 la série de la détective afro-américaine Neely Jones qui enquête dans The Medusa Pool (1999) sur le meurtre de son propre amant américano-japonais et océanographe.
M. K. Wren est également connue pour ses livres de science-fiction, dont l’imposante trilogie de space opera The Phoenix Legacy (1981) et surtout le roman d’anticipation A Gift Upon the Shore (1990), dont le récit se déroule en Orégon au lendemain de la Troisième Guerre mondiale.

## Œuvre

### Romans

#### Série policièreConan Flagg
- Curiosity Didn't Kill the Cat (1973)
- A Multitude of Sins (1975)
- Oh, Bury Me Not (1976)
- Nothing's Certain But Death (1978) Publié en français sous le titre Une feuille d’impôts, Paris, Librairie des Champs-Élysées, Le Masque no 1604, 1980
- Seasons of Death (1981)
- Wake Up, Darlin' Corey (1984)
- Dead Matter (1993)
- King of the Mountain (1994)

#### Série policièreNeely Jones
- The Medusa Pool (1999)

#### Trilogie de science-fictionThe Phoenix Legacy
- Sword of the Lamb (1981)
- Shadow of the Swan (1981)
- House of the Wolf (1981)

#### Autre roman de science-fiction
- A Gift Upon the Shore (1990)

### Essai
- The LoHi Option ou Egg Burito (1996)